# Haruki Izawa
Haruki Izawa (japanisch 井澤 春輝 Izawa Haruki; * 14. Juni 1999 in der Präfektur Miyazaki) ist ein japanischer Fußballspieler.

## Karriere

### Verein
Haruki Izawa erlernte das Fußballspielen in der Mannschaften des Ayukinbara SSC und der JFA Academy Kumamoto Uki / Sorezo Kumamoto sowie in der Jugendmannschaft von den Urawa Red Diamonds. Bei den Diamonds unterschrieb er auch im Februar 2018 seinen ersten Vertrag. Der Verein aus Urawa-ku spielte in der ersten japanischen Liga, der J1 League. Direkt nach Vertragsunterschrift wurde er an den Zweitligisten Tokushima Vortis nach Tokushima ausgeliehen. Hier kam er in zwei Jahren nicht zum Einsatz. Die Saison 2020 spielte er auf Leihbasis beim Kagoshima United FC. Hier kam er viermal in der dritten Liga zum Einsatz. Sein Drittligadebüt gab Haruki Izawa am 11. Juli 2020 im Auswärtsspiel gegen den FC Imabari. Hier wurde er in der 74. Minute für Shūto Nakahara eingewechselt. Nach Vertragsende bei den Diamonds unterschrieb er im Februar 2021 einen Vertrag beim Zweitligisten Giravanz Kitakyūshū. Am Ende der Saison 2021 stieg er mit dem Verein aus Kitakyūshū als Tabellenvorletzter in die dritte Liga ab.

### Nationalmannschaft
Haruki Izawa spielte 2016 einmal in der japanischen U17-Nationalmannschaft. Hier kam er am 17. Juli 2016 gegen Kroatien zum Einsatz. Von 2015 bis 2017 kam er dreimal in der U18-Nationalmannschaft zum Einsatz.